# Golden Valley (Dakota du Nord)
Pour les articles homonymes, voir Golden Valley.
Ne pas confondre avec le comté situé dans le même État, le comté de Golden Valley.
La ville de Golden Valley est située dans le comté de Mercer, dans l’État du Dakota du Nord, aux États-Unis. Lors du recensement de 2010, sa population s’élevait à 366 habitants. 

## Histoire
Golden Valley a été fondée en 1913.

## Démographie
| 1920 | 1930 | 1940 | 1950 | 1960 | 1970 |
| ---- | ---- | ---- | ---- | ---- | ---- |
| 369  | 294  | 400  | 339  | 286  | 235  |

| 1980 | 1990 | 2000 | 2010 | - | - |
| ---- | ---- | ---- | ---- | - | - |
| 287  | 239  | 183  | 182  | - | - |

## Source
- (en) Cet article est partiellement ou en totalité issu de l’article de Wikipédia en anglais intitulé « Golden Valley, North Dakota » (voir la liste des auteurs).